# Pocahontas, Illinois
Pocahontas là một làng thuộc quận Bond, tiểu bang Illinois, Hoa Kỳ. Năm 2010, dân số của làng này là 784 người.

## Dân số
Dân số qua các năm:
- Năm 2000: 727 người.
- Năm 2010: 784 người.